# Xã Crow, Quận Jerauld, South Dakota
Xã Crow (tiếng Anh: Crow Township) là một xã thuộc quận Jerauld, tiểu bang Nam Dakota, Hoa Kỳ. Năm 2010, dân số của xã này là 151 người.